# タニト

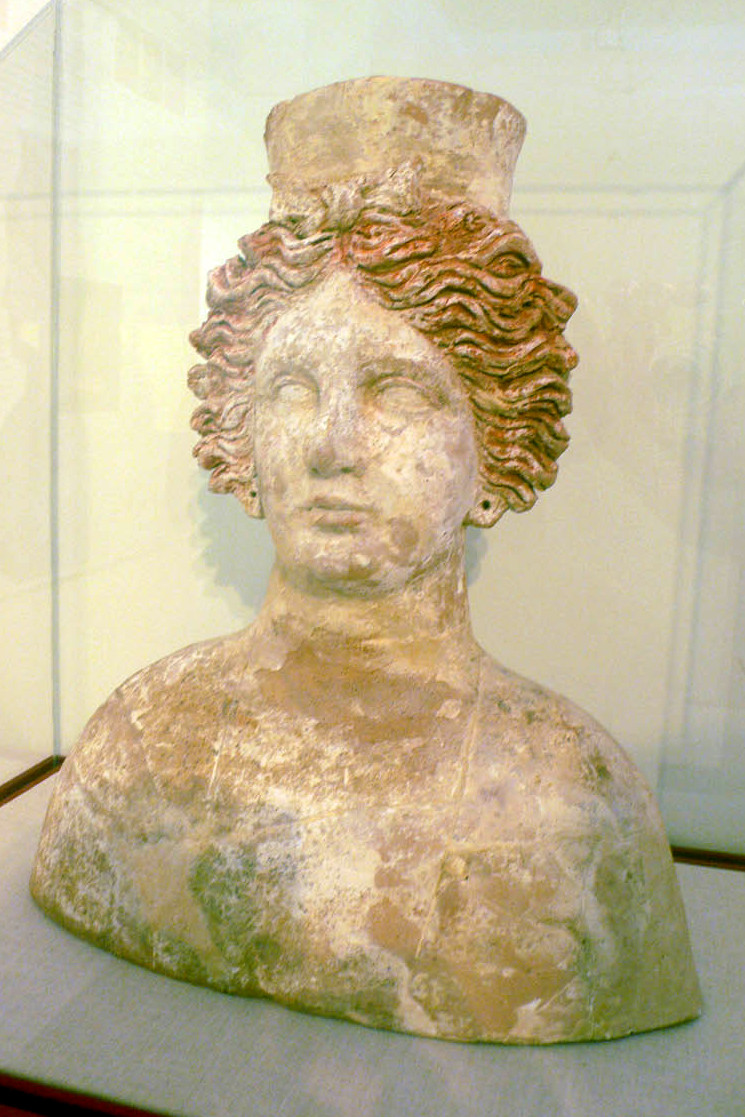
イビサ島、スペインで発見されたタニト女神の胸像、紀元前4世紀。

タニト（Tanit）またはティンニト（Tinnit、フェニキア語: 𐤕𐤍𐤕 Tīnnīt) は、豊穣、出産、成長を司るカルタゴの女神。

## 名前と呼称
タニトの崇拝は、チュニジアにある古代フェニキア都市カルタゴのローマ時代に広まり、そこで彼女は「母」を意味する「イェンマ」と呼ばれていました。彼女はバアル・ハモン（またはアムン）神の配偶者でした。 
彼女の名前は、ティンニト、ティネット、タンヌ、タンゴウといったさまざまな変化形で見られます。
タニトの名前の一つとしてティンニトが見つかっています。紀元前400年頃から、この女神の名前には「バアルの顔」（直訳で「バアルの顔」）という意味の「ペネ・バアル」が続くようになり、またティニトやティネットとも呼ばれていました。
タニトは、カルタゴにおける月の女神アスタルト（イシュタル）の同等神であり、専門家の中には「タニト＝アスタルテ」と呼ぶ者もいます。また、ローマ人はタニト女神をユーノーの一形態、すなわち「カエレスティス」として解釈しましたが、すぐに「カエレスティス」と呼ばれるようになりました。
エジプトでは、タニト（タ・ニト）の名前は「ネイト (エジプト神話)」を意味します。ネイトは戦いの女神です。

## 崇拝

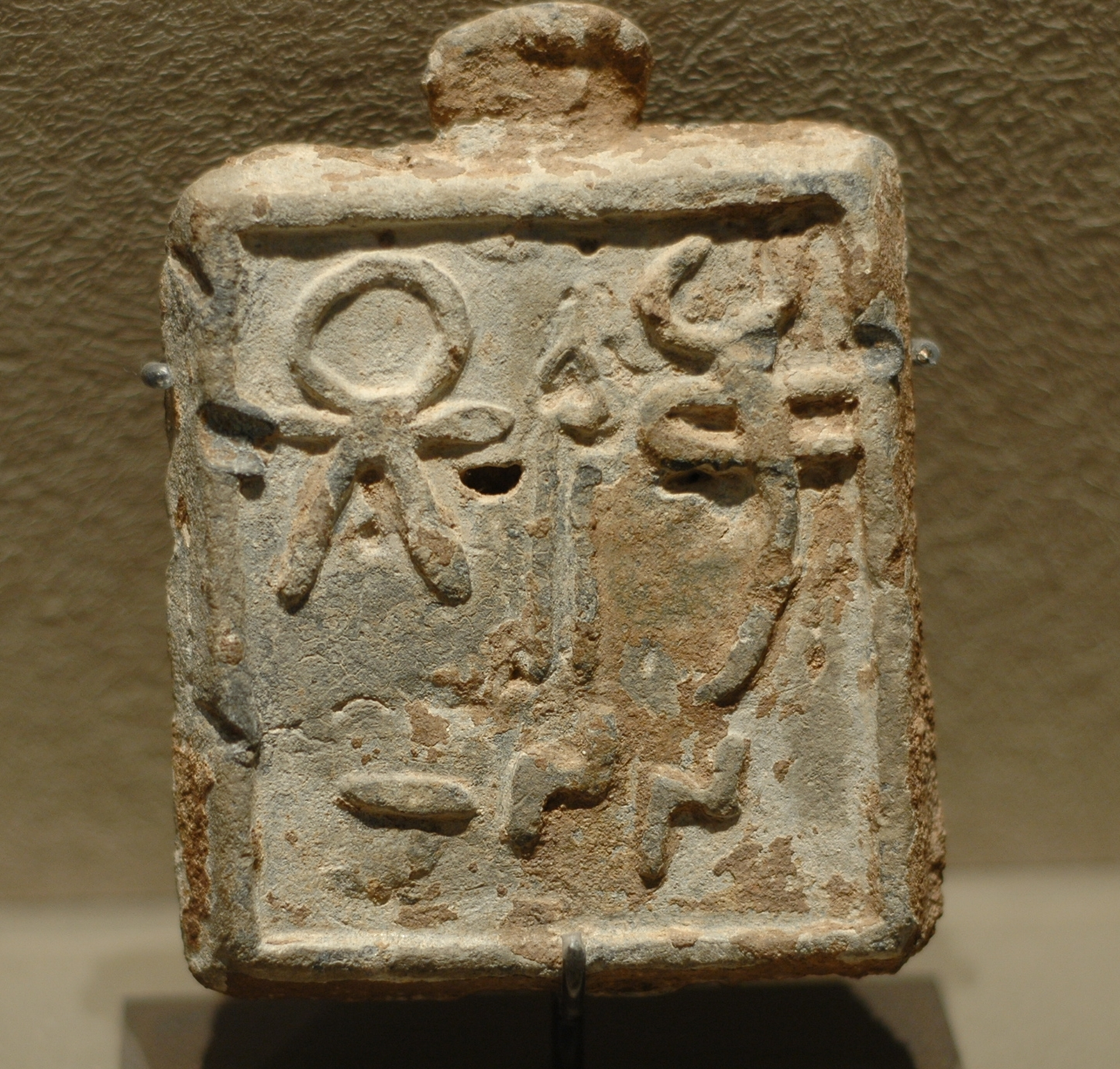
ルーヴル美術館に所蔵されている、左側にタニトのシンボルが刻まれた鉛製の四角形の重り。

タニトは、ヘレニズム時代に西地中海のフェニキア世界で崇拝されており、マルタからカディスに至るまで広範囲にわたって信仰されていました。
紀元前5世紀から、タニトの崇拝はカルタゴの主神であるバアル・ハモンの崇拝と結びつくようになります。バアル・ハモンは、シケリアのディオドロスやプルタルコスによれば、クロノスやサートゥルヌスの神と同一視されています。このため、タニトには「バアルの顔」を意味する「ペネ・バアル」という異名が与えられ、「ラバト」（rabの女性形で「頭」を意味する）という称号も付けられました。北アフリカでは、バアル・ハモンに関連する碑文や遺物が豊富に見つかっており、タニトは戦いの天空の女神、処女の母神（未婚の母）、看護師、そしてより女性的な形での豊穣の象徴として描かれていました。

## シンボルと対応関係

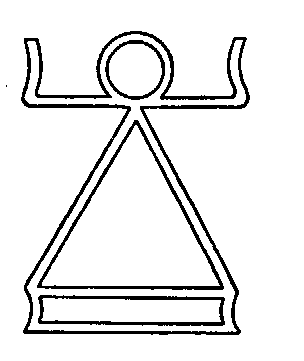
タニトのシンボル

### タニトのシンボル
タニトのシンボルは、様々な媒体で見つかっており、ジュエリーからモザイクまで多岐にわたります。このシンボルは、上部が水平線で閉じられた台形の形をしており、その中央に円が乗っています。水平に伸びた腕の部分は、しばしばそれに直角で交差する2本の小さな垂直線やフックで区切られています。後に、この台形は時折二等辺三角形に置き換えられました。デンマークのセム語学の教授であるF.O.フヴィドベリ＝ハンセンは、このシンボルを「手を挙げた女性」と解釈しています。このシンボルは、祈りを捧げる人が腕を天に向かって掲げている姿を象徴している可能性があります。

フヴィドベリ＝ハンセンは、タニトが時折ライオンの頭を持つ姿で表現されることがあり、これは彼女の戦士としての特質を示していると指摘しています。

### 他の神々との同一視
南フェニキア（現在のレバノン）のザレパテ（またはザレファット）で発掘されたタニトの聖域からは、彼女がフェニキアの女神アスタルト（イシュタル）と初めて同一視されたことを示す碑文が発見されました。また、いくつかの重要なギリシャの女神（例えばディド）も、非ギリシャ文化の神々をギリシャの神々として認識する「ギリシャ的解釈」によって、タニトと同一視されました。

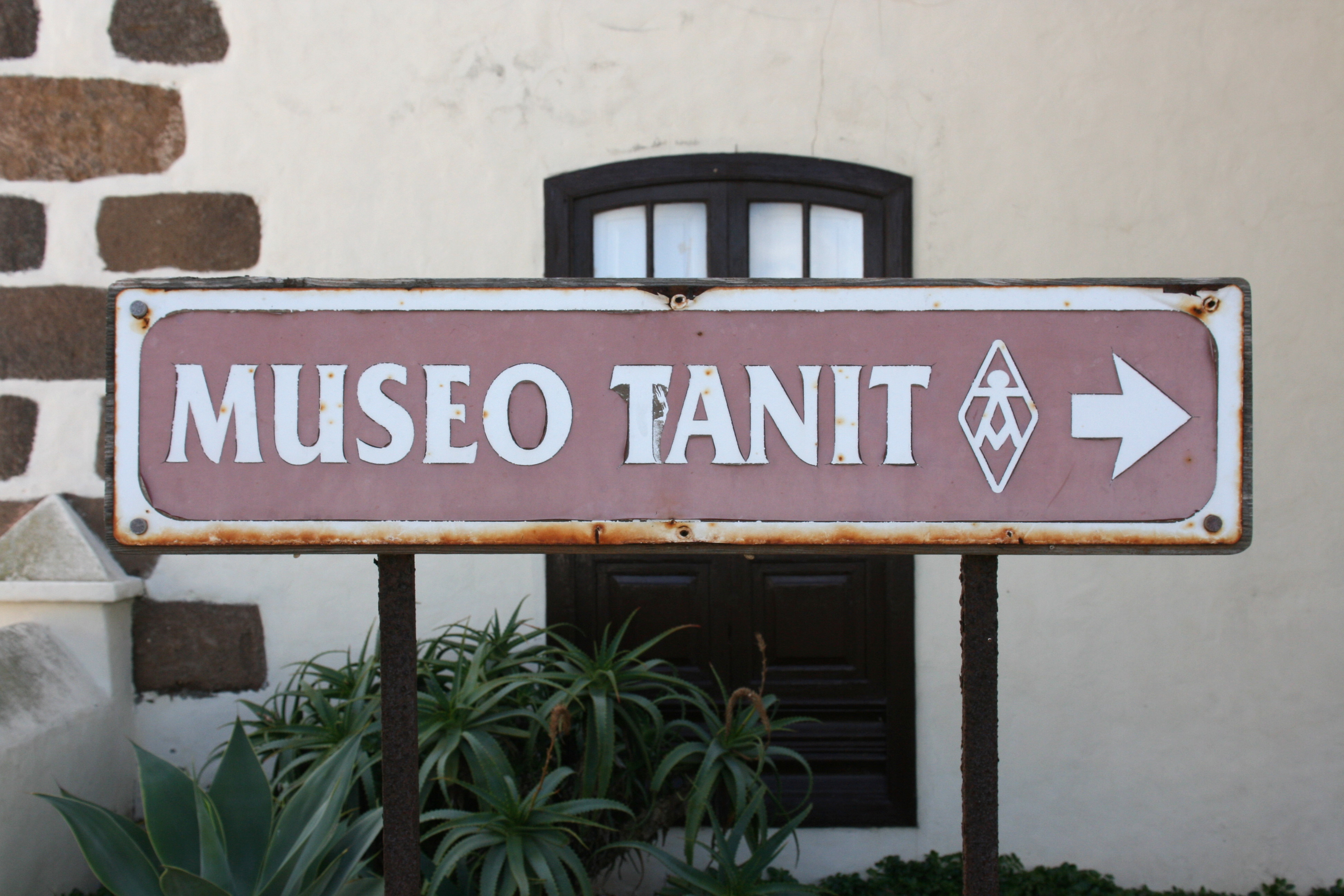
タニト民族誌学博物館、ラランサローテ島、カナリア諸島。

このように、多くの民族や文化が、さまざまな形や名称でタニト女神のフェニキア信仰を取り入れ、共有しました。これはおそらく、地中海を横断する旅行、植民地、そしてフェニキアの交易拠点を通じて広まったためです。その影響を受けたのは、ギリシャ人、ローマ人、ベルベル人、エジプト人、スペイン人、シチリア人、キプロス人などです。
一部の人々は、ニジェールのトゥアレグ族のシンボルであるアガデスの十字架に、タニトのシンボルが保存されていると見ています。

## 芸術における表象
1862年にギュスターヴ・フローベールが発表した歴史小説『サランボー』では、架空の主人公であるサランボーがタニトの巫女として描かれています。物語の中で、主人公の男性キャラクターである反乱を起こしたリビアの傭兵マトーが、タニトの神殿に侵入し、女神のヴェールを盗む場面があります。
また、『タニトのヴェール』は、貴族であり文筆家でもあるアンリ・ド・ソーシーヌ（ポン・ド・ゴー伯爵アンリ・ド・ソーシーヌ）が執筆した対話形式の作品で、1902年にポール・オランドルフから出版されました。この作品は、プルーストやR.マルタン・デュ・ガールの書簡にも言及されています。
ピエール・ブノワの1920年の作品『アトランティッド』に登場する「小さなタニト＝ゼルガ」は、ガオ出身の「ソンガイ」族の王女で、トゥアレグ族に誘拐され、ホッガールでアンティネアの奴隷となったキャラクターです。

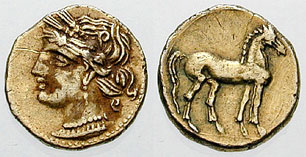
3/8新シェケル硬貨、宝石を身につけた冠をかぶったタニトの頭部、アフリカ属州、カルタゴ、紀元前218-202年頃。

テレビでは、アメリカのテレビシリーズ『スターゲイト SG-1』がタニトに敬意を表し、彼女の名前をゴアウルドの支配者の一人に与えています。このキャラクターはシーズン4のエピソード4「Twin Destinies」で初めて登場します。
チュニジアでは、カルタゴやチュニスをはじめ、いくつかの通りにタニトの名前が付けられています。